# Smittina ovirotula
Smittina ovirotula är en mossdjursart som beskrevs av Soule, Soule och Chaney 1995. Smittina ovirotula ingår i släktet Smittina och familjen Smittinidae. Inga underarter finns listade i Catalogue of Life.